# Iglesia de San Pedro Apóstol (Villarroya de la Sierra)

La iglesia de San Pedro Apóstol es un templo parroquial católico situado en el municipio zaragozano de Villarroya de la Sierra, adscrita al arciprestazgo de Calatayud de la diócesis de Tarazona.
Construida originariamente en el siglo XIII como iglesia fortificada, formando parte de la muralla medieval. Un devastador incendio arruinó luego la iglesia primitiva, de la que solo se salvó la portada gótica.
Sobre sus restos, en el último tercio del siglo XV se edificó la iglesia mudéjar, y dos siglos más tarde se remodeló la estructura.
El templo consta de nave única de dos tramos y ábside poligonal barroco, con capillas entre los contrafuertes y cubierta con bóvedas de crucería simple.
Es notable su gran portada monumental en el hastial occidental, realizada en ladrillo aplantillado. Abre en cinco arquivoltas en arco apuntado, abocinada, con las jambas en derrame y un capitel corrido con decoración de cardinas. El tímpano no posee decoración alguna.
De su interior, cabe señalar el órgano con forma de barco de guerra.

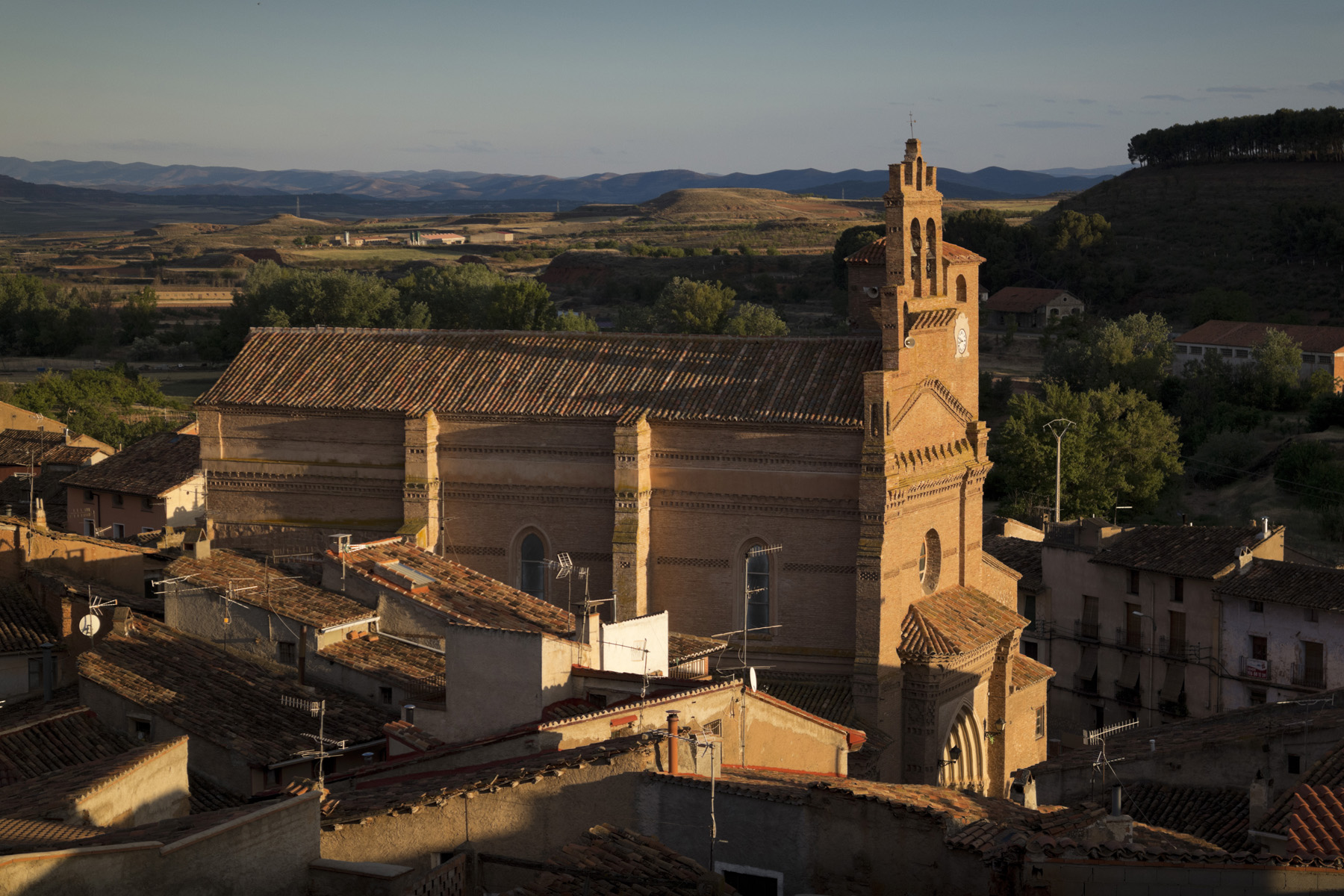
Iglesia de san Pedro